# Typhonia deposita
Typhonia deposita is een vlinder uit de familie van de zakjesdragers (Psychidae). De wetenschappelijke naam van de soort is voor het eerst geldig gepubliceerd in 1919 door Edward Meyrick.